# Cranfield Peak
Der Cranfield Peak ist ein 2850 m hoher Berg in der antarktischen Ross Dependency. Er ragt 10 km südlich des Mount Weeks in der Queen Elizabeth Range des Transantarktischen Gebirges auf.
Teilnehmer der neuseeländischen Südgruppe der Commonwealth Trans-Antarctic Expedition (1955–1958) benannten ihn nach einem Besuch ursprünglich als Sentinel Peak. Um jedoch Verwechselungen mit dem Sentinel Peak im Viktorialand zu vermeiden, wurde der Berg umbenannt. Namensgeber der heute gültigen Benennung ist der neuseeländische Flugoffizier William Joseph Cranfield (* 1933) von der Royal New Zealand Air Force, der als Pilot bei Commonwealth Trans-Antarctic Expedition die Südgruppe logistisch unterstützte.